# Plazoleta de Limacpampa Chico
La plazoleta de Limaqpampa Chico, también conocida como Uchuy Rimaqpampa, es una plaza pública ubicada en el extremo oriental del centro histórico de Cusco, Perú, en la confluencia de las calles San Agustín, y la Zetas. Se destaca por el monolito de la huella. Una piedra de grandes dimensiones en la que se puede apreciar la huella de un felino.
Desde 1972 el inmueble forma parte de la Zona Monumental del Cusco declarada como Monumento Histórico del Perú. Asimismo, en 1983 al ser parte del casco histórico de la ciudad del Cusco, forma parte de la zona central declarada por la UNESCO como Patrimonio Cultural de la Humanidad.  y en el 2014, al formar parte de la red vial del Tawantinsuyo volvió a ser declarada como patrimonio de la humanidad.

## Toponimia
El nombre de la plaza hace referencia a la cercana plaza Limacpampa cuyo nombre proviene de dos vocablos quechuas: "rímac" que significa hablar y "pampa" que significa espacio abierto Según historiadores como Víctor Angles o Ángel Carreño, durante el incanato la plaza habría sido el lugar donde la población del Cusco se reunía para tomar conocimiento de las órdenes del Inca. Similar afirmación realiza Luis E. Valcárcel en sus Memorias al señalar que esta plaza, que era el punto de llegada de los viajeros provenientes desde Sicuani, era también donde se congregaba la gente para recibir las órdenes del Inca y los anuncios sobre los acontecimientos del Imperio.
El prefijo quechua Uchuy, que se tradujo como "chico", hace referencia a las menores dimensiones de esta plazoleta en comparación con la mayor plaza Limacpampa.

## Entorno
En esta plazoleta se levanta la Casona Zanabria Aguirre donde se encuentra uno de los hoteles que la cadena hotelera peruana Casa Andina tiene en la ciudad del Cusco correspondiente a su categoría Premium seguido por otro hotel de la misma cadena pero de su categoría Standard. En el lado occidental, se inicia con la construcción que corresponde a la Casa de los cuatro bustos y que actualmente acoge al hotel Palacio del Inka de la cadena hotelera Starwood. 